# Gomes de Sequeira
Gomes de Sequeira foi um navegador Português do início de 1500s. Em 1525 foi enviado pelo então governador das Molucas António de Brito (na transição para o governo de Garcia Henriques), à descoberta de territórios a norte do arquipélago, na sequência do pedido de revisão dos territórios de Espanha e Portugal abrangidos pelo tratado de Tordesilhas. Como piloto de uma expedição comandada por Diogo da Rocha, foram os primeiros europeus a chegar às Ilhas Carolinas, um arquipélago no Oceano Pacífico ocidental localizadas a nordeste da Nova Guiné, que então nomearam "Ilhas de Sequeira".
Tem sido sugerido por alguns historiadores que Gomes de Sequeira poderá ter navegado até a costa nordeste da Austrália nas suas explorações, embora esta seja uma teoria amplamente disputada.